# Etlingera pavieana
Etlingera pavieana là một loài thực vật có hoa trong họ Gừng. Loài này được François Gagnepain mô tả khoa học đầu tiên năm 1906 dưới danh pháp Amomum pavieanum theo mẫu vật do Jean Baptiste Louis Pierre thu tại Campuchia. Năm 1986, Rosemary Margaret Smith chuyển nó sang chi Etlingera.

## Phân loài
- Etlingera pavieana subsp. hirticalyx (K.Schum.) A.D.Poulsen, 2017 (đồng nghĩa: Amomum hirticalyx K.Schum., 1902): Phân bố: Đảo Koh, Thái Lan.
- Etlingera pavieana subsp. pavieana: Nguyên chủng. Phân bố: Campuchia, Việt Nam.